# لی تاکر
لی تاکر (انگلیسی: Lee Tockar؛ زادهٔ ۱۱ فوریهٔ ۱۹۶۹) صداپیشه، ویژوال آرتیست، نویسندهٔ ادبیات کودکان و موسیقی‌دان اهل کانادا است. وی از سال ۱۹۸۹ میلادی تاکنون مشغول فعالیت بوده‌است.
از فیلم‌ها یا برنامه‌های تلویزیونی که وی در آن نقش داشته‌است، می‌توان به ده فرمان، بیونیکل: نقاب روشنایی، بیونیکل ۲: افسانه‌های مترو نویی، باربی و کید در برابر کت اشاره کرد.